# Kugoieiski
Kugoieiski (en rus: Кугоейский) és un poble (un khútor) de l'óblast de Rostov, a Rússia, segons el cens rus del 2010 tenia 83 habitants. Pertany al districte de Zernograd.